# 왕오색나비
왕오색나비(학명: Sasakia charonda)는 네발나비과에 속한 나비이다. 애벌레는 팽나무의 잎을 먹고 자라며 사슴처럼 두 개의 뿔이 나 있다. 어른벌레는 나무의 수액을 먹으며, 애벌레 상태에서 겨울을 난다. 천적으로는 애벌레에 기생하는 맵시벌이 있다. 날개 길이는 수컷이 50mm, 암컷이 65mm 내외이다.
오색나비는 무리 가운데 가장 큰 나비로 이동성이 강한 나비이다. 산기슭에서 정상까지 빠르고 힘차게 날아다닌다. 공중에 높이 떠서 날갯짓도 하지 않고 하늘을 빙빙 도는 모습이 마치 새처럼 보이곤 한다.

## 분포
일본・한반도・중국・대만・베트남에 분포한다.

## 형태

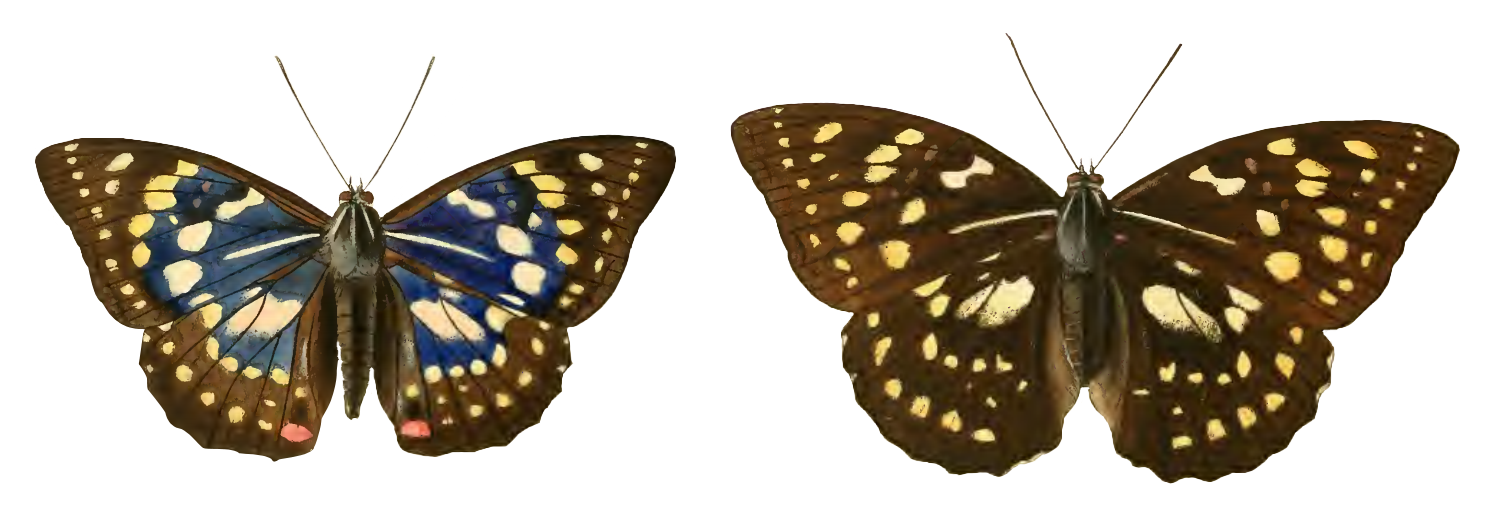
암수의 크기 비교.

성충은 앞날개 길이가 50-55 mm 정도이고, 수컷은 날개 표면이 광택 있는 청자색으로 아름답다. 암컷은 수컷보다 덩치가 더 크지만 날개에 광택은 없고 갈색이다.
본종이 서식하는 일본에서는 지리적 변이가 현저하다. 홋카이도에서 도호쿠 지방의 개체는 날개 앞면의 반점과 날개 뒷면이 노란색이며 덩치가 작다. 서일본의 개체들은 덩치가 더 크고, 날개 앞면 반점이 흰색에 가깝다. 날개 뒷면이 연한 녹색인 개체도 많다. 규슈 개체들은 날개 앞면의 반점이 축소되어 언뜻 보면 검은 점 같은 인상을 준다. 홋카이도 유바리군 구리야마정의 개체군은 다른 지역 개체들과 반점의 얼룩무늬가 다르다 하여 별개의 아종 kuriyamaensis로 기재되었다.
일본 이외의 서식지에서는 날개 뒷면에 짙은 얼룩무늬가 있는 형태가 많다. 중국 운남성에서 베트남에 걸쳐 서식하는  yunnanensis 아종은 날개 앞면의 밝은 반점이 매우 크게 발달하했다. 한반도와 중국 동북~중부의 개체군은 coreana 아종, 대만 개체군은 formosana 아종으로 기재된다.
지리적 변이와 별도로 뒷날개 뿔의 붉은 반점이 흰색인 개체변이, 수컷의 날개 앞면의 청자색이 담청색에 가까운 개체변이 등이 있다.
자웅감합체도 보고된 예가 있다.

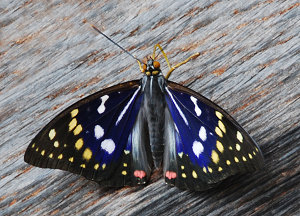
수컷
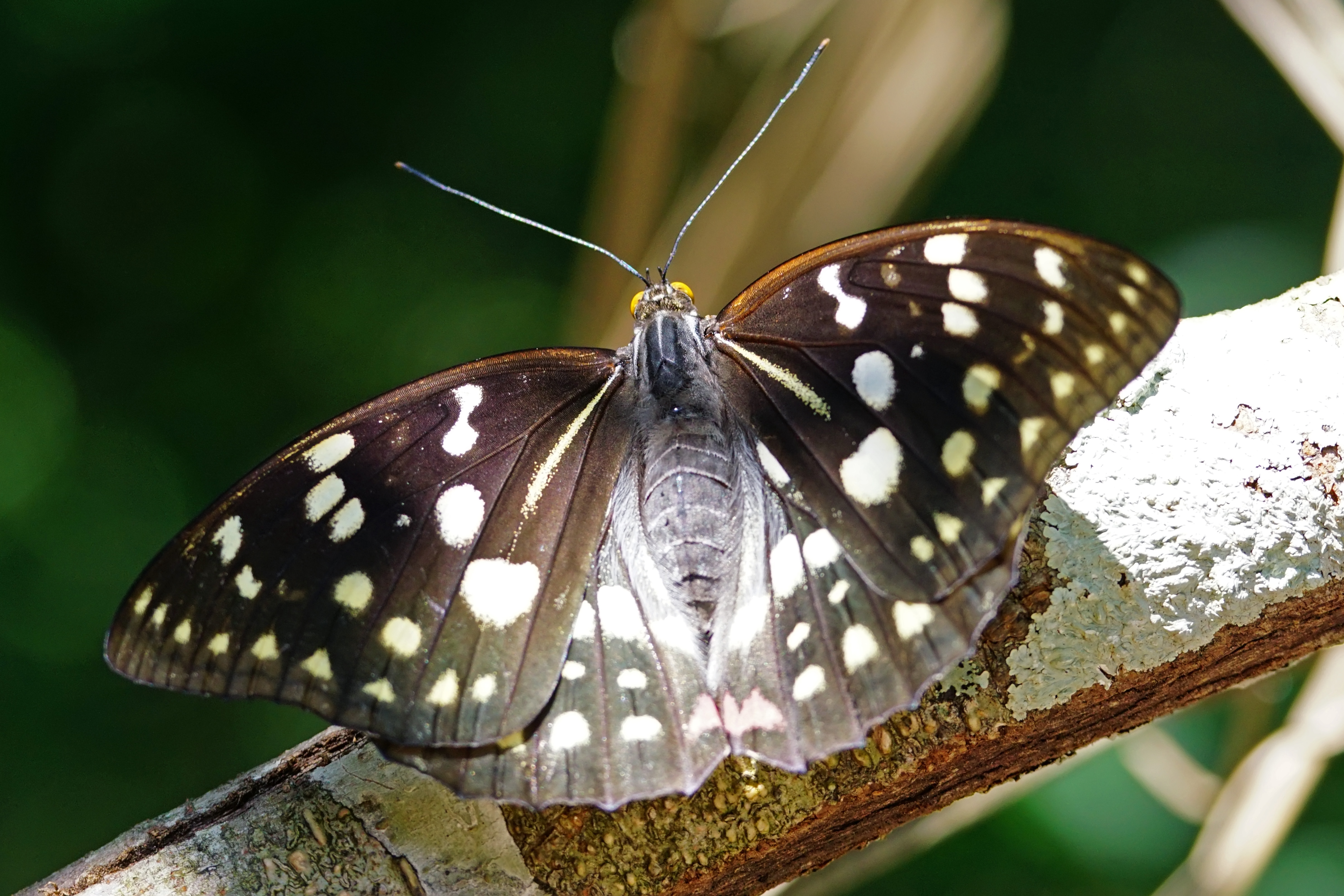
암컷
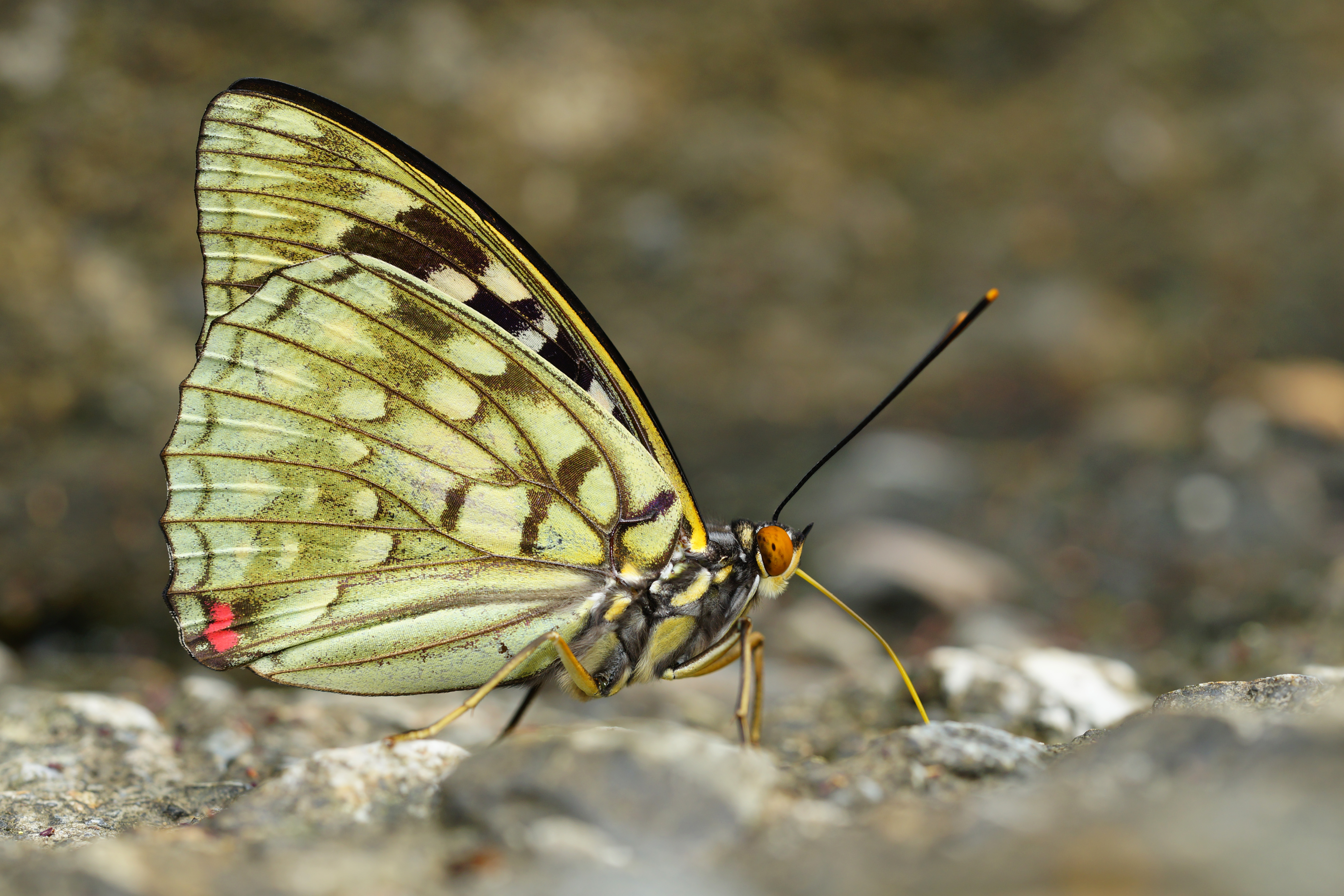
날개 뒷면

## 생태
성충은 1년에 1회, 6-7월에 발생하며 8월까지 살아남은 성충을 볼 수 있다. 상수리나무・졸참나무・느릅나무・뽕나무・버드나무 등의 수액에 꼬인다. 밤나무・누리장나무 등의 꽃을 흡밀하기도 한다. 때로는 썩은 과일이나 똥 등의 오물에 꼬이기도 한다.
먹이터에서의 서열이 꽤 높은 편으로, 다른 곤충을 날개로 걷어차며 수액을 빨아먹는 모습을 흔히 볼 수 있다. 장수풍뎅이・사슴벌레・말벌과도 당당하게 경쟁한다. 비행능력도 뛰어나서, 가까이 있을 때는 날갯짓 소리가 들릴 정도다. 거의 새처럼 힘차게 날며, 웅장하게 활공한다. 수컷은 나무 주위에 텃세권을 갖는다. 오후에 텃세권을 순찰하며, 석양을 받으며 높은 수관을 활발히 날아다니는 모습을 볼 수 있다.
애벌레의 기주는 팽나무・풍게나무다. 알에서 깬 애벌레는 여름에서 가을까지 나뭇잎을 먹고 자란다. 겨울이 되면 땅으로 내려가 뿌리둥치 부분이나 낙엽 속에서 월동한다. 봄에서 휴면에서 깨어나면 다시 나무 위로 올라가 잎을 뜯다가 계속 성장해 번데기가 된다. 번데기 상태에서도 몸을 꾸물럭거릴 수 있다.

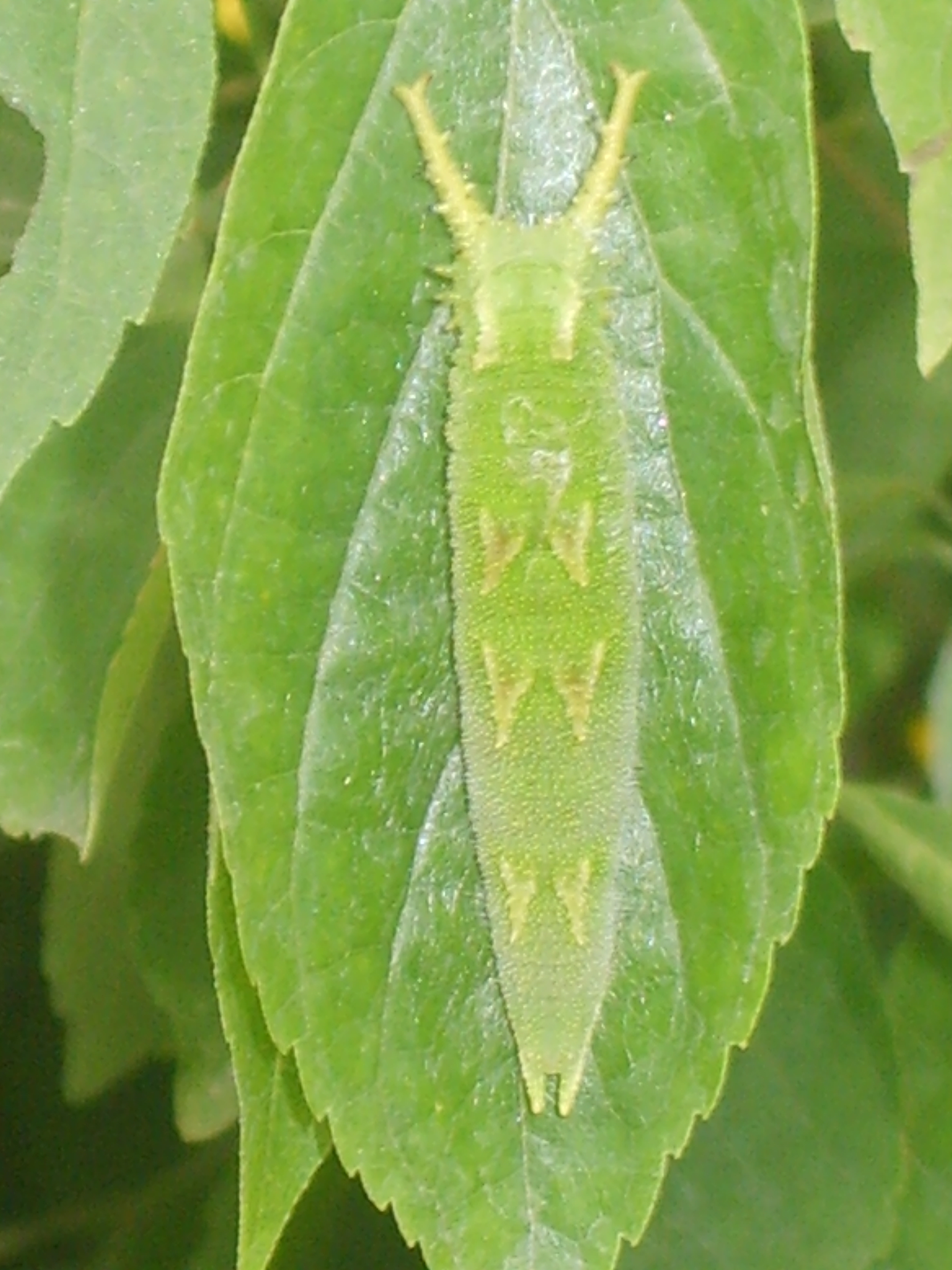
애벌레
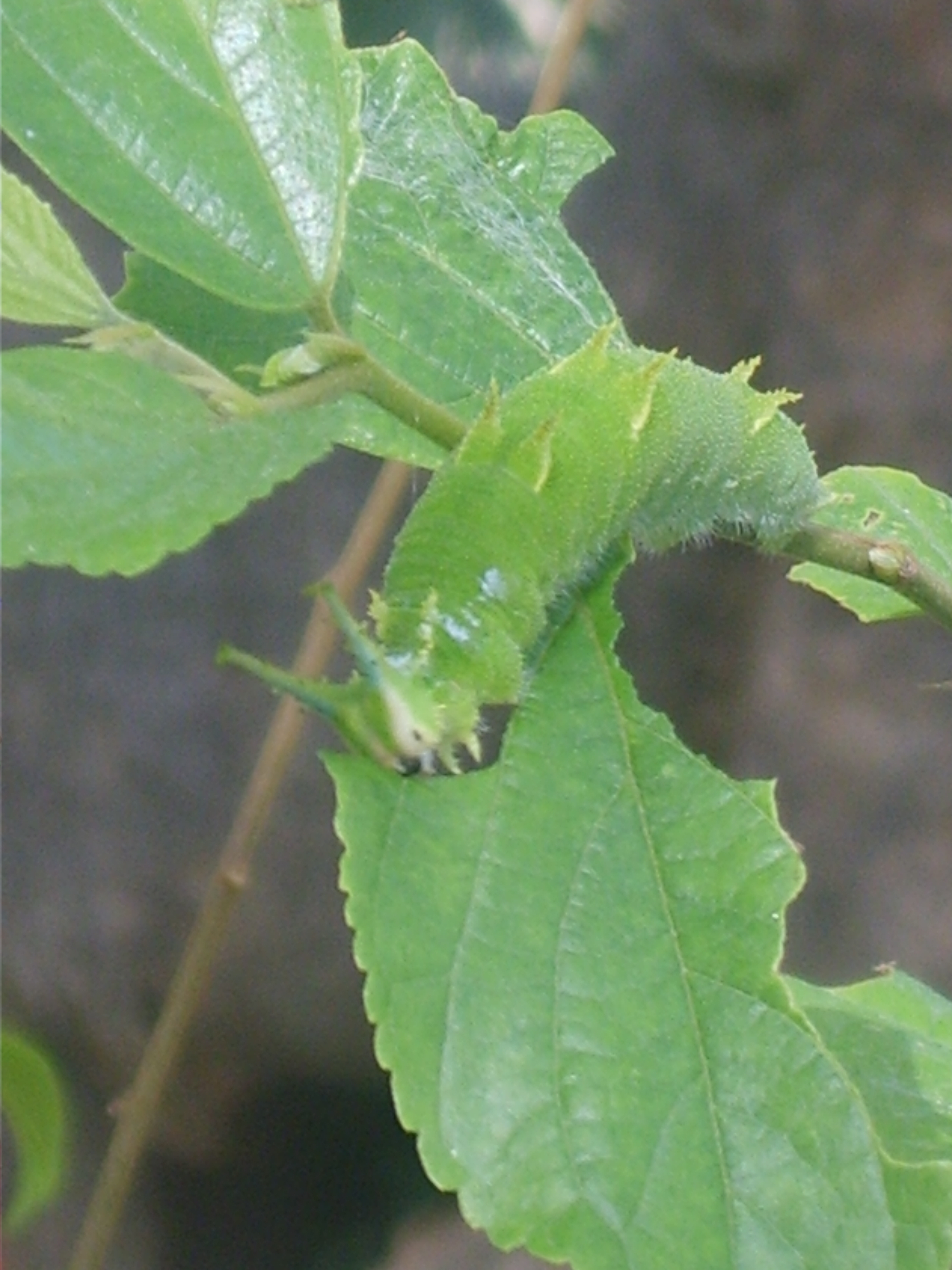
팽나무 잎을 먹고 있는 애벌레
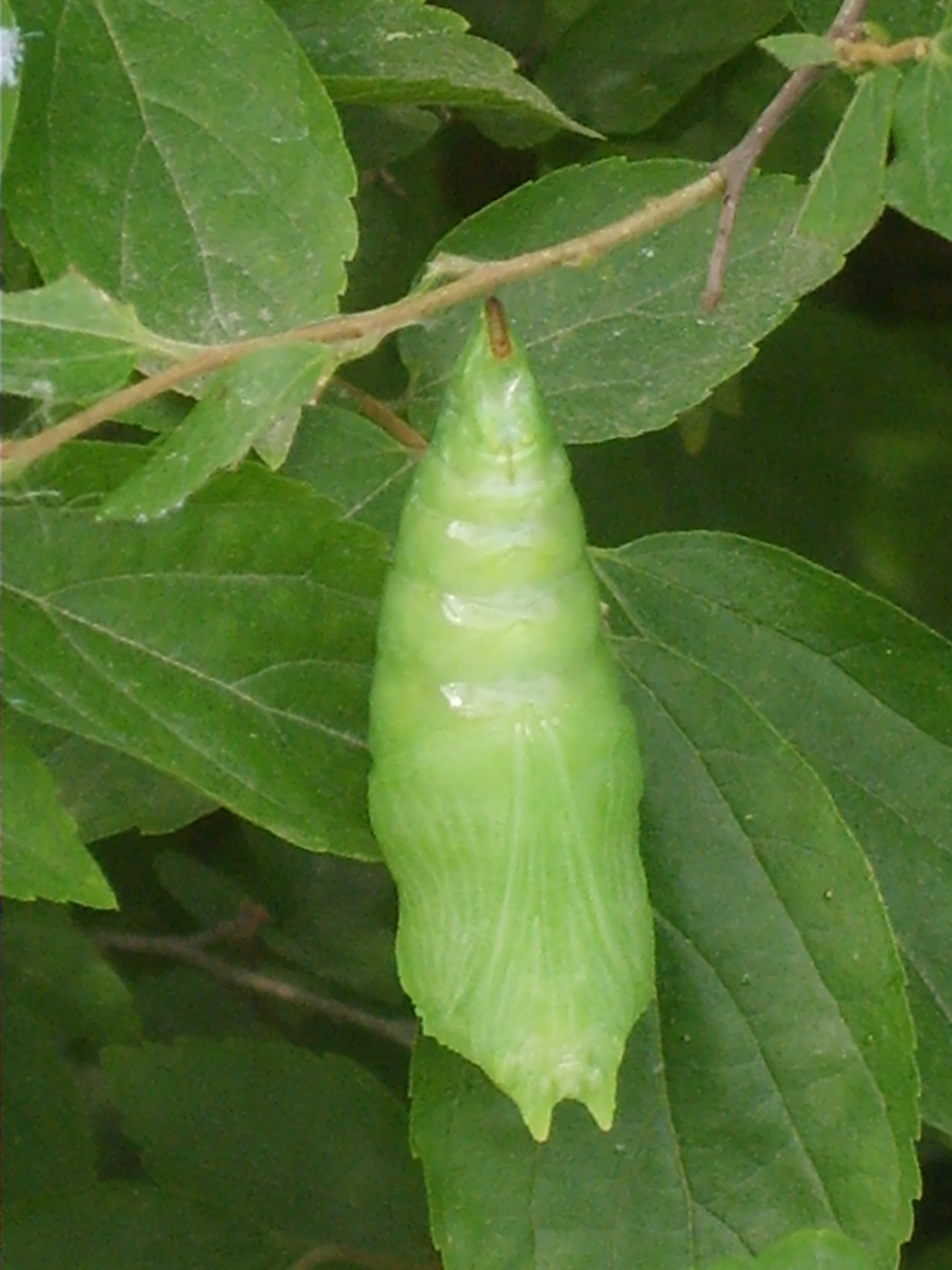
이제 막 만든 번데기

## 문화

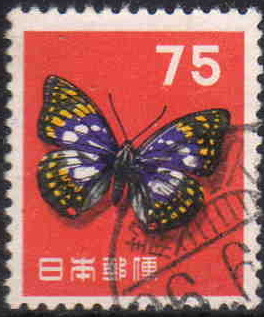
1956년 발행된 75엔 우표.

일본에서 처음 보고・기재된 종으로서 일본 개체군이 본종으로 취급되며 일본에서 사랑받는다. 왕오색나비속의 속명 Sasakia도 일본 곤충학자 사사키 츄지로의 이름을 딴 것이다.
일본곤충학회에서 일본의 나라나비(国蝶)로 선정했다. 법률이나 조례로 정해진 것은 아니다.
왕오색나비를 나라나비로 정하는 것은 1933년경부터 곤충학자들의 회지 Zephyrus에서 논의되었다. 다만 이 당시에는 도손청띠제비나비・일본호랑나비・호랑나비 등도 후보로 검토되었고, 유키 지로는 왕오색나비 대신 호랑나비를 선정해야 하는 이유를 상세하게 기술하였다. 해서 이 시점에서는 결정이 이루어지지 않고 미루어졌다. 1956년, 75엔 우표 도안으로 왕오색나비가 채택된 것을 계기로 1957년 일본곤충학회 총회에서 왕오색나비를 나라나비로 선정했다.
이바라키현 시모쓰마시의 마스코트 캐릭터 시몬짱(シモンちゃん)은 왕오색나비를 의인화한 것이다. 그런데 여자아이인데 날개는 수컷의 것을 달고 있다.